# Ryan Ross
George Ryan Ross III (született: 1986. augusztus 30., Summerlin, Nevada) a Panic! at the Disco szólógitárosa és háttérénekese. Az együttes A Fever You Can't Sweat Out című bemutatkozó albumának dalszövegeit is ő írta.

## Élete
George Ryan Ross a nevadai Las Vegasban született és nőtt fel. Gyerekkorában ismerkedett meg Spencer Smith-szel (a Panic! at the Disco dobosa). Las Vegasban járt középiskolába (Atolic School), majd egyetemre (University of Nevada, Las Vegas). Utóbbit egy szemeszter után abbahagyta, hogy a zenére koncentrálhasson.
Apja az Amerikai Haditengerészetnél szolgált, és harcolt a vietnámi háborúban. 2006. július 28-án halt meg. A Panic! at the Disco A Fever You Can't Sweat Out című bemutatkozó albumán két szám is az ő alkoholizmusáról szól: a Camisado és a Nails for Breakfast, Tacks for Snacks. "Nem álltam közel az apámhoz." – mondja Ross. "Nem tetszett neki, ahogy az életemet alakítom." Az album ez idáig 1,5 millió példányban kelt el világszerte.

### Érdekességek
- Az anyukája még kicsi korában meghalt.
- Tudja magáról hogy "túl" vékony
- 2009 nyarán ő és Jon Walker kiléptek a bandából. Azt nyilatkozta, neki és Brendonnak teljesen más elképzelései voltak a banda jövőjéről. Brendon és Spencer elfogadta döntésüket, mai napig jóban vannak. Ryan és Jon ezután alakított egy bandát, a The Young Veinst.
- Barátnői közé tartozik Jac Vanek (2006), Keltie Colleen (2006-09), és hírbe hozták Kate Marievel, aki rávezette a drogokra és az alkoholra, de erről pontos információ nem derült ki.

## Zenei pályafutása
Ryan 12 éves volt, amikor szüleitől egy gitárt kapott karácsonyra. Néhány évig a Pet Salamander nevű zenekarban játszott Spencerrel, főleg blink-182 feldolgozásokat, amiken Ryan énekelt.
Később bevették basszusgitárosnak Spencer egyik iskolatársát, Brent Wilsont. Brendon Urie eredetileg háttérénekesként csatlakozott volna, de miután meghallgatták, egyhangúlag úgy döntöttek, hogy ő legyen az énekes, Ryan pedig maradt háttérénekes és szólógitáros. Jelenleg zongora- és énekleckéket vesz. Van egy gitárszólója a The Take Over, The Breaks Over című számban a Fall Out Boy Infinity on High című albumán. Híres arról, hogy a fellépéseiken mindenféle mintákkal – villámokkal, denevérekkel, madarakkal – festi ki az arcát.